# Blues Company
Die Blues Company ist eine deutsche Bluesband aus Osnabrück. Die Band hat über 20 Tonträger veröffentlicht, die beim Musiklabel Inakustik erscheinen. Mit der Frankfurt City Blues Band, der Pee Wee Bluesgang und der Band Das dritte Ohr gehört sie zu den Wegbereitern des Blues in Deutschland.

## Bandgeschichte
Die Band wurde 1976 von Todor „Tosho“ Todorovic und Christian Rannenberg als „Christian Rannenbergs Bluesband“ gegründet und kurze Zeit später in Blues Company umbenannt. Sie hat über 3000 Konzerte in ganz Europa gespielt.

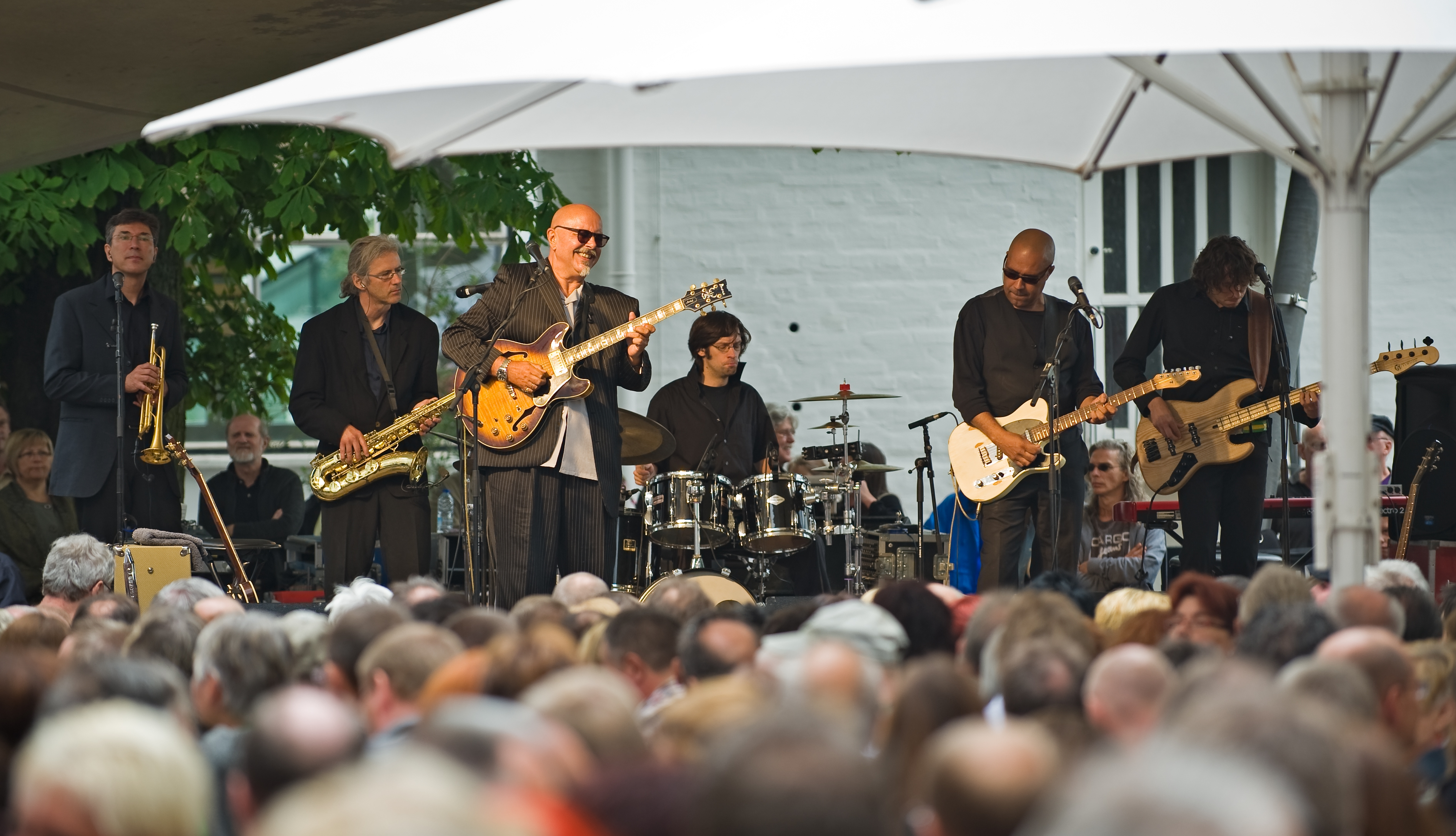
Blues Company 2010 in Saarbrücken

Anfangs spielte die Band als Begleitband für die Bluesmusiker, die vom Veranstalter Rolf Schubert nach Europa geholt wurden. Die erste Platte entstand mit „Live“ im Jahr 1980. Seitdem sind noch zahlreiche Tonträger erschienen, welche die Band zur langlebigsten und erfolgreichsten deutschen Bluesband machten.
Aktuell (2016) sind folgende Musiker Mitglied der Blues Company: 
Der Bandgründer Todor „Tosho“ Todorovic singt und spielt Gitarre. Mike Titré, seit 1980 bei der Band, ist ebenfalls als Sänger und Gitarrist zu hören, spielt gelegentlich auch die Harmonika. Arnold Ogrodnik spielt seit Mai 2008 Keyboard und Bass. Seit 2000 ist Florian Schaube der Schlagzeuger der Band. Die Fabulous BC Horns bilden seit 1999 die Bläsergruppe; sie bestehen derzeit aus Uwe Nolopp, Trompete und Volker Winck, Saxofon.

## Diskografie
- 1980: Live; LP
- 1982: Ich hab’ den Blues schon ’n bißchen länger; LP
- 1986: The Third Step; LP
- 1987: Captain Bill’s Blues Circus; LP, Ungarn
- 1987: International Blues Family; LP, Polen
- 1987: So What?; CD, INAK
- 1990: Live ’89; CD, INAK
- 1991: Damn! let’s Jam; CD, INAK
- 1993: Public Relation; CD, INAK
- 1994: Made in Germany-Live; CD, INAK, feat. Johnny Heartsman
- 1995: Vintage; CD, INAK (DE: Gold (German Jazz Award))[2]
- 1997: Blues, Ballads and Assorted Love Songs – Best Of…; CD, INAK (DE: Gold (German Jazz Award))
- 1999: Upfront; DVD-Audio/DVD-Video, INAK – Regional-Code: 1-6, Bild: 4:3, Tonformate: Dolby Digital AC3 – 5.1-Kanal-Raumklang und 96 kHz/24 bit High Resolution Stereo
- 2000: Invitation to the Blues; CD, INAK
- 2001: Two Nights Only; CD, INAK
- 2002: Then and Now; SACD, INAK
- 2003: From Daybreak to Heartbreak; Hybrid-SACD, INAK
- 2004: Keepin’ The Blues Alive; CD, INAK
- 2006: The Quiet Side of…; CD, INAK – auch als Limited Edition mit zweiter CD erhältlich, ebenfalls INAK
- 2007: Hot & Ready to Serve; CD, INAK
- 2008: More Blues Ballads and Assorted Love Songs – Best of…; CD, INAK
- 2010: O’ Town Grooves; CD, INAK – Vierteljahrspreis der deutschen Schallplattenkritik 2/2010
- 2013: X-Ray Blues; CD, INAK – Vierteljahrspreis der deutschen Schallplattenkritik-Bestenliste 1/2014[3]
- 2015: Ain’t Nothing But ... The Blues Company; CD + DVD, INAK – Vierteljahrspreis der deutschen Schallplattenkritik-Bestenliste 2/2015
- 2016: Old, New, Borrowed But Blues: 40 Years On The Blues Highway
- 2017: Limited Jubilee Edition – 5er CD, 30 Jahre INAK – 3 Original CDs + With A Little Help... feat. Special Guests + Encores – Previously Unreleased Tracks
- 2019: Ain’t Givin’ Up; CD, INAK
- 2020: Take The Stage; CD INAK
- 2023: United Nations Of Blues; CD INAK; Live-Mitschnitt vom Lahnsteiner Blues Festival, 24. September 2022